# Kazhi
Kazhi (dzong. ཀ་གཞི་་) – gewog w dystrykcie Wangdü Pʽodrang w Królestwie Bhutanu. Według spisu powszechnego z 2005 roku, gewog ten zamieszkiwały 1284 osoby.
Gewog Kazhi podzielony jest na 5 mniejszych jednostek zwanych chiwogami. Noszą one następujące nazwy: Baedrog, Lengbi, Chegidp, Komathrang i Kazhi.

## Demografia
Według Bhutańskiego Urzędu Statystycznego gewog ten zamieszkuje 660 mężczyzn i 624 kobiety (dane za rok 2005) w 297 domostwach. Stanowiło to 4,1% ludności dystryktu.